# Teodor de Colofó
Teodor de Colofó, en llatí Theodorus, en grec antic Θεόδωρος, fou un poeta grec d'època desconeguda, probablement del segle V aC. Va escriure un poema titulat ἀλῆτις, (la vagabunda) que es cantava en un festival atenenc anomenat ἀλῆτις o αἰῶραι (la vagabunda penjada) per commemorar la llarga recerca d'Erígone per buscar a Icari, el seu pare.
Aristòtil en la seva obra sobre la constitució de Colofó diu que Teodor fou una persona luxuriosa i auto complaent, i li semblava que així era també la seva poesia. Afirma que va morir violentament.